# نیکلاس گاندانتاس
نیکلاس گاندانتاس (یونانی: Νικόλαος Γεωργαντάς؛ ۱۲ مارس ۱۸۷۸ – ۲۳ نوامبر ۱۹۵۸) ورزشکار دو و میدانی اهل یونان بود.